# 相良町
相良町（さがらちょう）は、かつて静岡県榛原郡にあった町。
2005年（平成17年）10月11日、隣接する榛原町と合併し牧之原市の一部となった。

## 地理
静岡県の遠州東部に位置する。行政上の区分は静岡県中部地方に組み込まれることが多い。

### 隣接する自治体
- 御前崎市
- 菊川市
- 榛原郡：榛原町

## 歴史

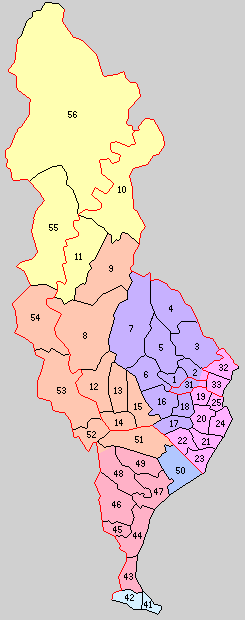
大井川流域の町村制施行時の町村。44が相良町。(43.地頭方村 45.菅山村→相良町 46.萩間村)

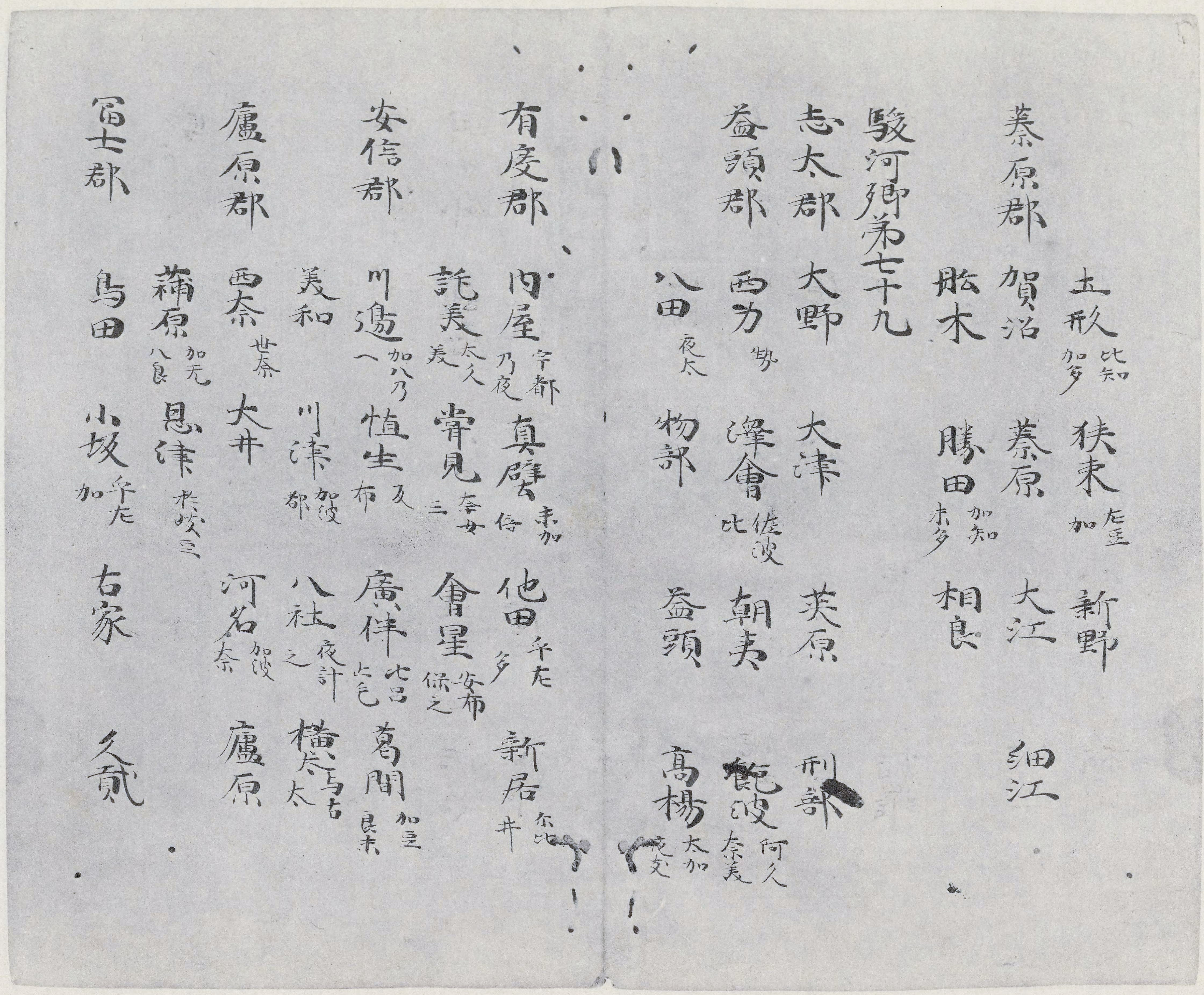
平安時代の『倭名類聚抄』の影印。遠江国榛原郡の郷の一つとして「相良」と記載されている

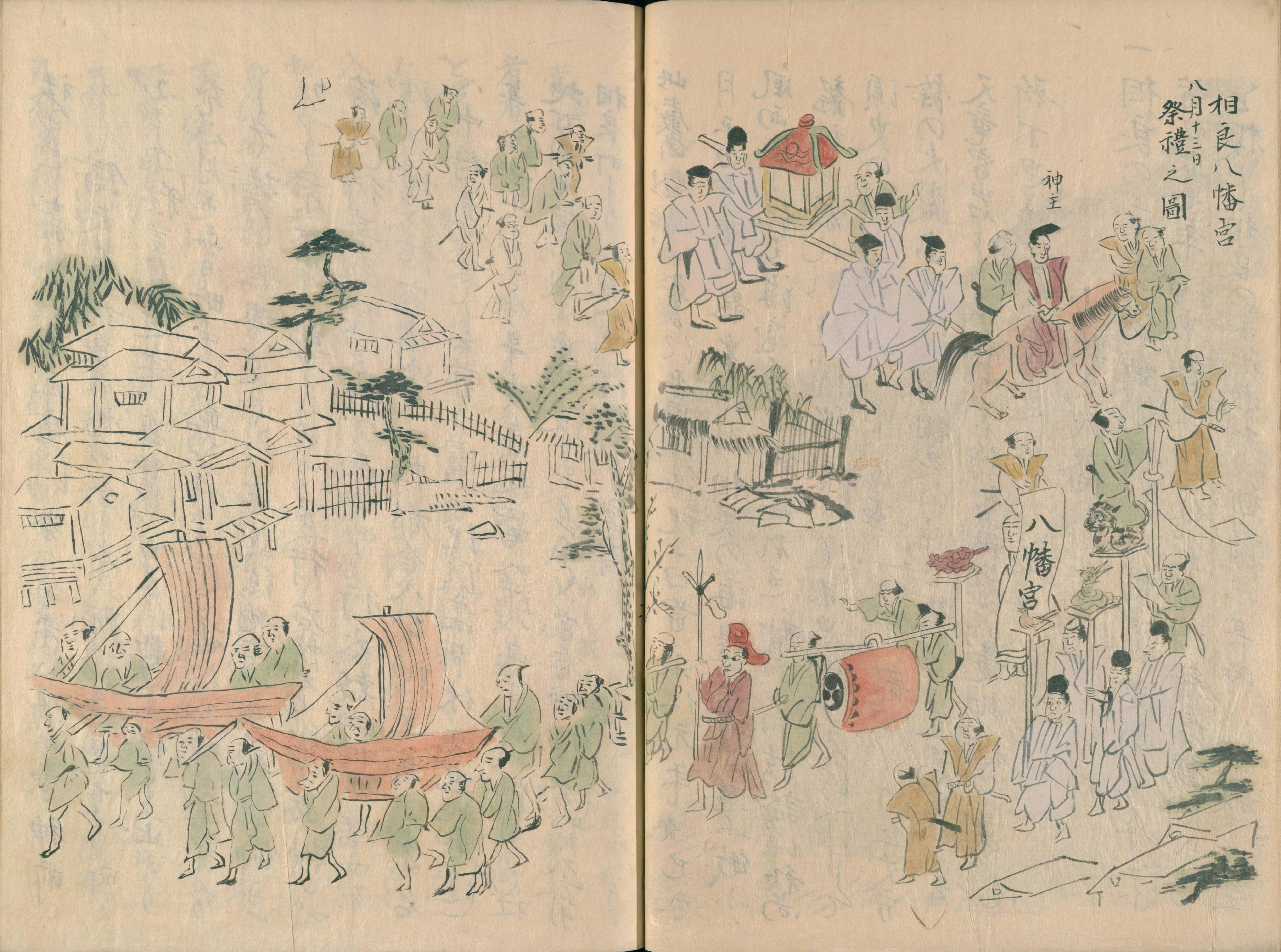
大江八幡宮の御船神事を描いた江戸時代の彩色画（「相良八幡宮八月十三日祭禮之圖」藤長庚編集『遠江古蹟圖會』1803年。国立国会図書館蔵）

- 1889年（明治22年）4月1日 - 町村制施行により、榛原郡相良町・大江村・大沢村・片浜村・須々木村・波津村・鬼女新田の区域をもって成立。
- 1951年（昭和25年）4月1日 - 榛原郡菅山村を編入。
- 1955年（昭和30年）4月1日 - 榛原郡地頭方村・萩間村を編入。
- 2005年（平成17年）10月11日 - 榛原郡榛原町と合併して牧之原市が発足。同日相良町廃止。

## 経済

### 産業
- 茶（静岡茶、静岡牧之原茶）

## 姉妹都市・提携都市
日本国内
- 松川町（長野県下伊那郡）
- 人吉市（熊本県）

日本国外
- ケルソー市 （ワシントン州）

## 教育

### 小学校
- 相良町立相良小学校
- 相良町立片浜小学校
- 相良町立菅山小学校
- 相良町立地頭方小学校
- 相良町立萩間小学校
- 榛原郡相良町外一町菊川市学校組合立牧之原小学校

### 中学校
- 相良町立相良中学校
- 榛原郡相良町外一町菊川市学校組合立牧之原中学校
- 御前崎市・相良町学校組合立御前崎中学校

### 高等学校
- 静岡県立相良高等学校

## 交通

### 鉄道
鉄道は通っていない。1918年（大正7年）から1968年（昭和43年）8月まで、静岡鉄道駿遠線（開業当時は藤相鉄道）が走っており、相良町内には相良駅や新相良駅などがあった。

### バス
- 路線バス
  - しずてつジャストライン

### 港湾
- 海港
  - 相良港
- 空港
  - 牧之原市発足後の2009年、隣接する榛原町と島田市にまたがる静岡空港が開港した。

### 道路
- 高速道路
  - 東名高速道路：相良牧之原インターチェンジ
- 国道150号
- 国道473号バイパス

## 名所・旧跡・観光スポット・祭事・催事

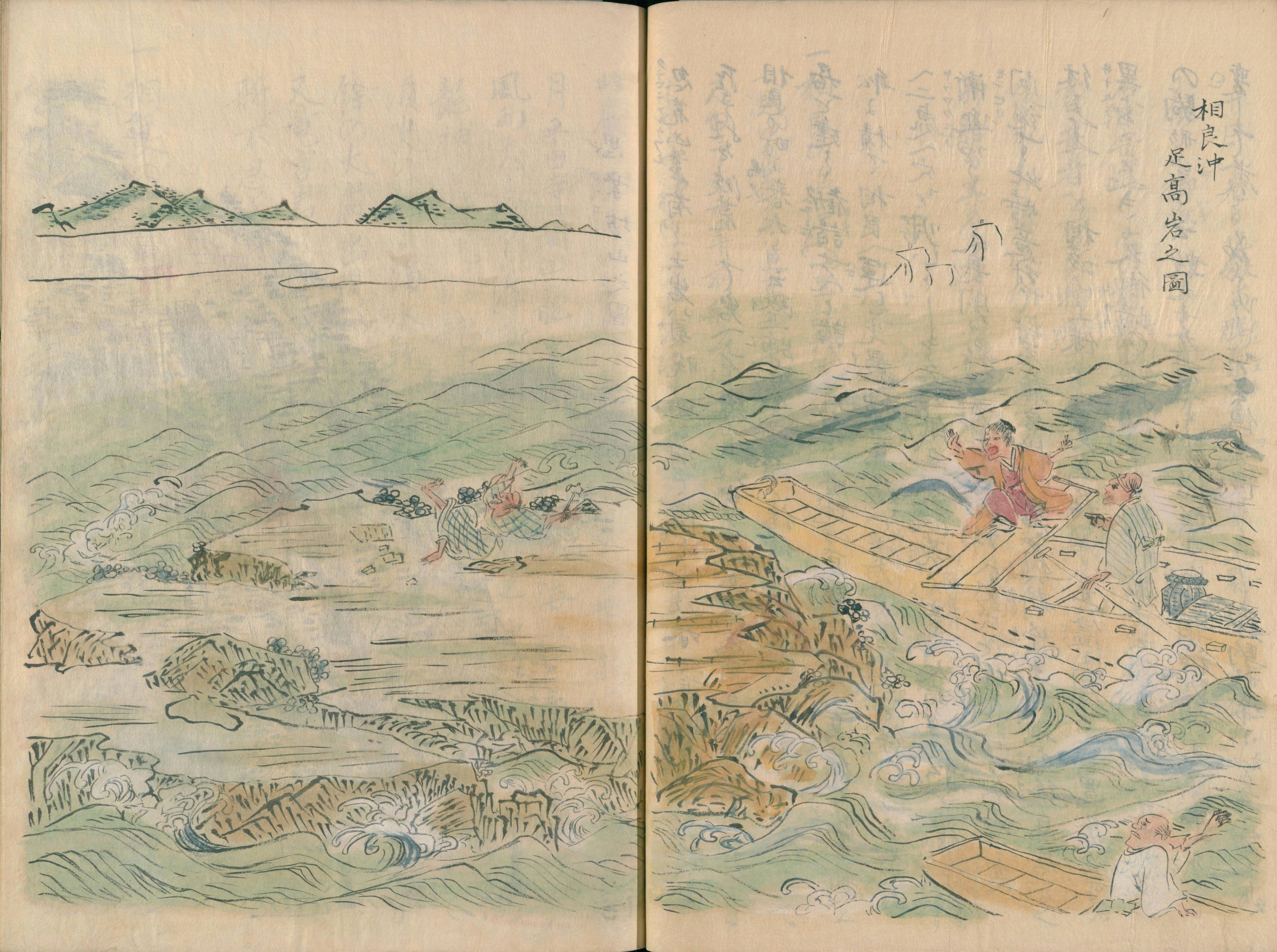
愛鷹岩を描いた江戸時代の彩色画（「相良沖足高岩之圖」藤長庚編集『遠江古蹟圖會』1803年。国立国会図書館蔵）

- 相良サンビーチ
- 片浜海水浴場
- 相良油田石油坑

## 著名な出身者
- 加藤忠（競輪選手。1952年ヘルシンキオリンピック自転車競技出場選手）
- 鈴木梅太郎（農芸化学者、ビタミンBの発見）
- 竹内新平（大蔵官僚、大東亜次官。阿波丸事件で殉職）
- 田中長兵衛（日本近代製鉄の先駆者）
- 寺尾琢磨（慶應義塾大学名誉教授）
- 山崎貞一（科学者・実業家。TDK社長）

## 映画ロケ
- 2000年には相良町で映画『ウォーターボーイズ』のロケが行われた。
- 2022年には元相良町本通りで映画『沈黙のパレード』の撮影が行われ、エキストラとして出演した現地住民もいる。